# Agnes Wallner

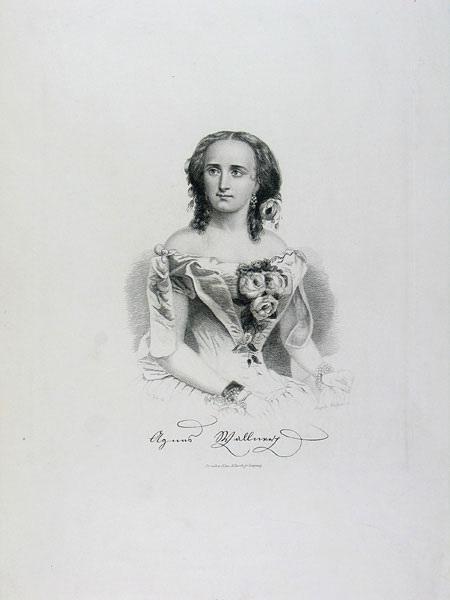
Agnes Wallner, von Auguste Hüssener, vor 1878

Agnes Theresia Wallner, geborene Kretschmar (* 22. Dezember 1824 in Leipzig, Königreich Sachsen; † 22. September 1901 in Schöneberg bei Berlin) war eine deutsche Schauspielerin.

## Leben

### Herkunft und Jugend
Agnes Kretschmar wurde als zwölftes Kind eines Geschäftsmannes geboren. Sie zeigte schon früh Interesse am Theater, wo sie zunächst als Statistin begann. 1841 kam sie als Pflegekind zum damaligen Theaterkassierer Robert Blum und dessen Frau Eugenie, die sie förderten und ausbildeten.
Mit 14 Jahren spielte sie als erste Rolle die Liesel in dem Stück Der Verschwender. Ihre erste größere Rolle wurde das Bauernmädchen in Kotzebues Bayard. Erste größere Erfolge feierte sie als Titania in Sommernachtstraum.

### 1843 bis 1849
Von 1843 bis 1845 war sie auf Wanderschaft und spielte in Chemnitz, Halle und dem Hoftheater in Altenburg. 1845 holte sie der Direktor Karl Friedrich Cerf zum Berliner Königsstädtischen Theater am Alexanderplatz. Dort traf sie erneut Franz Wallner, den sie bereits 1843 in Leipzig kennen gelernt hatte. Der Direktor Ringelhardt holte sie anschließend nach Riga, wo sie erfolgreich gastierte. Im Frühjahr 1846 folgte auch Franz Wallner nach Riga und die beiden verlobten sich, obwohl er zu dem Zeitpunkt noch verheiratet war. Wallner erhielt ein Arrangement in St. Petersburg und Agnes ging Ostern 1847 in ein Engagement nach Bremen.
Nach erfolgter Scheidung heiratete das Paar am 8. Mai 1848. Im selben Jahr, im November 1848, wurde ihr Pflegevater Robert Blum als Revolutionär standrechtlich erschossen.
Nichtsdestotrotz erhielt sie ein Arrangement am Hoftheater in St. Petersburg. Sie war sehr erfolgreich und wurde vom Zaren Nikolaus I. bewundert.
Dennoch ging sie wieder auf Reisen, war von Oktober 1849 bis Januar 1850 in Leipzig und mach Gastspiele in Frankfurt am Main, Mannheim, Zürich, Hamburg, Wiesbaden, Köln und Posen.

### 1850 bis 1854
1850 wurde Franz Wallner die Bühnenleitung in Freiburg im Breisgau angeboten und er nahm seine erste Direktorenstellung an. So erfolgte unter seiner Leitung die Aufführung von Wagners Tannhäuser und der Sängerkrieg auf Wartburg. Die katholische Geistlichkeit war von der Oper nicht angetan und rief zum Boykott auf, so verließ das Paar Freiburg und ging zunächst nach Baden-Baden und 1853 nach Posen. Agnes Wallners Rollen entwickelten sich von der naiv-jugendlichen Liebhaberin zur Intrigantin und Salondame. Das brachte sie künstlerisch und auch finanziell voran.

### Berliner Zeit
1855 konnte Franz Wallner in Berlin das Königsstädtische Theater (Concordia-Theater) in der Blumenstraße übernehmen. Als das letzte Theater in Posen aber in finanzielle Schwierigkeiten geriet, kehrte Wallner kurzzeitig dorthin zurück. Seine Frau hatte so die Gelegenheit, Stücke des Autors Dumas in Berlin allein aufzuführen. Am 11. Oktober 1855 erfolgte die Erstaufführung von Pariser Sitten („Demi Monde“) unter ihrer Leitung. Am 22. November 1855 war auch die Erstaufführung des Stücks Die Kameliendame ein großer Erfolg. Die Erfolge zogen die Berliner Gesellschaft an und so trafen sich in ihrem Haus zahlreiche Prominente der Zeit.

### Abschiede
Ihr letzter Bühnenauftritt war am 20. Oktober 1875 im Wallnertheater im Stück Komm Her!, dessen Erlös seiner Zeit zum Bau des Nationaldenkmals im Niederwald diente.
Hans Blum, der Sohn ihrer Stiefeltern, veröffentlichte 1899 ihre Biographie, sie selbst verstarb am 22. September 1901.

## Familie
Agnes Kretschmar heiratete am 8. Mai 1848 Franz Wallner. Sie hatten mehrere Kinder:
- Alexander Wallner (* 1849; † 3. Juni 1898 ), ging vorübergehend nach Amerika, Schriftsteller, Autor von z. B. Eine Nacht unter Outlaws
- Heinrich Wallner (* 12. September 1850 in Köln; † 1. Dezember 1927 in Berlin), Schauspieler, leitete mit dem Bruder Franz das Wallnertheater 1886–1892, verfasste Bühnenstücke und Aufsätze
- Moritz Maximilian (Max) Wallner
- Franz Wallner (1854–1940), Schauspieler, leitete mit dem Bruder Heinrich das Wallnertheater 1886–1892, verfasste Bühnenwerke
- Jenny Louise Livia Wallner (* 1859)

Nach dem Tod ihres Mannes heiratete sie 1877 den Rittmeister a. D. Reinhard Lebrecht Paul von Zanthier. Die Ehe wurde aber bereits 1880 wieder geschieden.